# Boeing Model 200
Die Boeing Model 200/221 Monomail ist ein einmotoriges, für den Post- und Frachttransport entworfenes Flugzeug des Flugzeugherstellers Boeing aus den 1930er Jahren.

## Geschichte
Die Monomail 200 (ein reines Postflugzeug) hatte ihren Erstflug am 6. Mai 1930 in Seattle mit Testpilot Edmund T. Allen am Steuer. Bereits am 24. Mai 1930 erfolgte die Zulassung und im November 1930 wurde mit dem Muster der Versuchseinsatz bei Boeing Air Transport aufgenommen. Das Modell Monomail 221 startete am 18. August 1930 zu seinem Erstflug und erhielt am 16. September 1930 die Zulassung. Dieses Modell war 20 cm länger und besaß eine sechssitzige Passagierkabine mit vier Fenstern und einer Einstiegstür auf der linken Rumpfseite. Beide Maschinen wurden später mit einer Passagierkabine für bis zu acht Personen umgebaut. Dazu wurde der Rumpf um 69 cm verlängert. Diese Maschinen wurden als Monomail 221A bezeichnet und flogen für United Air Lines auf der Strecke Cheyenne–Chicago. Da das Antriebssystem noch nicht voll ausgereift war (keine Verstellpropeller), wurden nur diese zwei Maschinen gebaut und Boeing konzentrierte sich auf die nächste Flugzeuggeneration mit zwei Motoren. Beide Maschinen gingen im Laufe der Zeit verloren. Die erste stürzte am 27. Mai 1935 bei Glendo, Wyoming, die zweite am 31. Dezember 1935 bei Pueblo, Colorado ab.

## Technische Daten
Die Monomail war ein für ihre Zeit sehr fortschrittliches Flugzeug. Sie war ein in Halbschalenbauweise gefertigter Tiefdecker mit Duraluminium-Längsträgern sowie zusätzlichen Versteifungen. Der freitragende, mit Glattblech beplankte Flügel, der in der Mittelsektion zwei Kraftstofftanks und die Fahrwerksschächte enthielt, ging an der Tragflächenwurzel mit einer aerodynamisch ausgebildeten Verkleidung in den Rumpf über. Der dreiteilige, von oben zugängliche Frachtraum befand sich direkt hinter dem Triebwerk und hatte ein Gesamtvolumen von 6,16 m³.
| Kenngröße             | Daten der Monomail 221                                      |
| --------------------- | ----------------------------------------------------------- |
| Besatzung             | 1                                                           |
| Passagiere            | bis zu 8                                                    |
| Länge                 | 12,75 m                                                     |
| Spannweite            | 18 m                                                        |
| Höhe                  | 3,81 m                                                      |
| Flügelfläche          | 49,7 m²                                                     |
| Flügelstreckung       | 6,5                                                         |
| Leermasse             | 2260 kg                                                     |
| Startmasse            | 3624 kg                                                     |
| Höchstgeschwindigkeit | 254 km/h                                                    |
| Reisegeschwindigkeit  | 220 km/h                                                    |
| Startstrecke          | ca. 240 m                                                   |
| Landestrecke          | ca. 210 m                                                   |
| Dienstgipfelhöhe      | 4480 m                                                      |
| Reichweite            | 925 km                                                      |
| Triebwerke            | ein Sternmotor Pratt & Whitney Hornet-B mit 429 kW (583 PS) |